# 提托·特巴爾迪
提托·特巴爾迪（義大利語：Tito Tebaldi；1987年9月23日—）是一位意大利橄欖球運動員。他是意大利國家橄欖球隊的一員，代表意大利參加了2014年橄欖球六國杯的賽事。